# جوزپه بوتانی
جوزپه بوتانی (ایتالیایی: Giuseppe Bottani؛ ‏ ۱۷۱۷ – ۱۷۸۴) نقاش اهل ایتالیا در دوران باروک بود.
وی در شهر کرمونا به‌دنیا آمد و دوران کودکی خود را در پونترمولی گذراند. پس از مدتی برای تحصیل به شهر فلورانس رفت و در آنجا هنر نقاشی را از وینچنتسو میوچی و آنتونیو پولیسکی آموخت. سرانجام به رم نقل مکان کرد و از شاگردان آگوستینو مازوچی شد. او از سال ۱۷۶۹ استاد رشتهٔ نقاشی در «آکادمی هنرهای زیبا» در منتووا بود. نقاشی «سنت پائولا در حال ترک همراهان خود» در کلیسای «سانتی کوزمو» در میلان از آثار اوست.

## نگارخانه

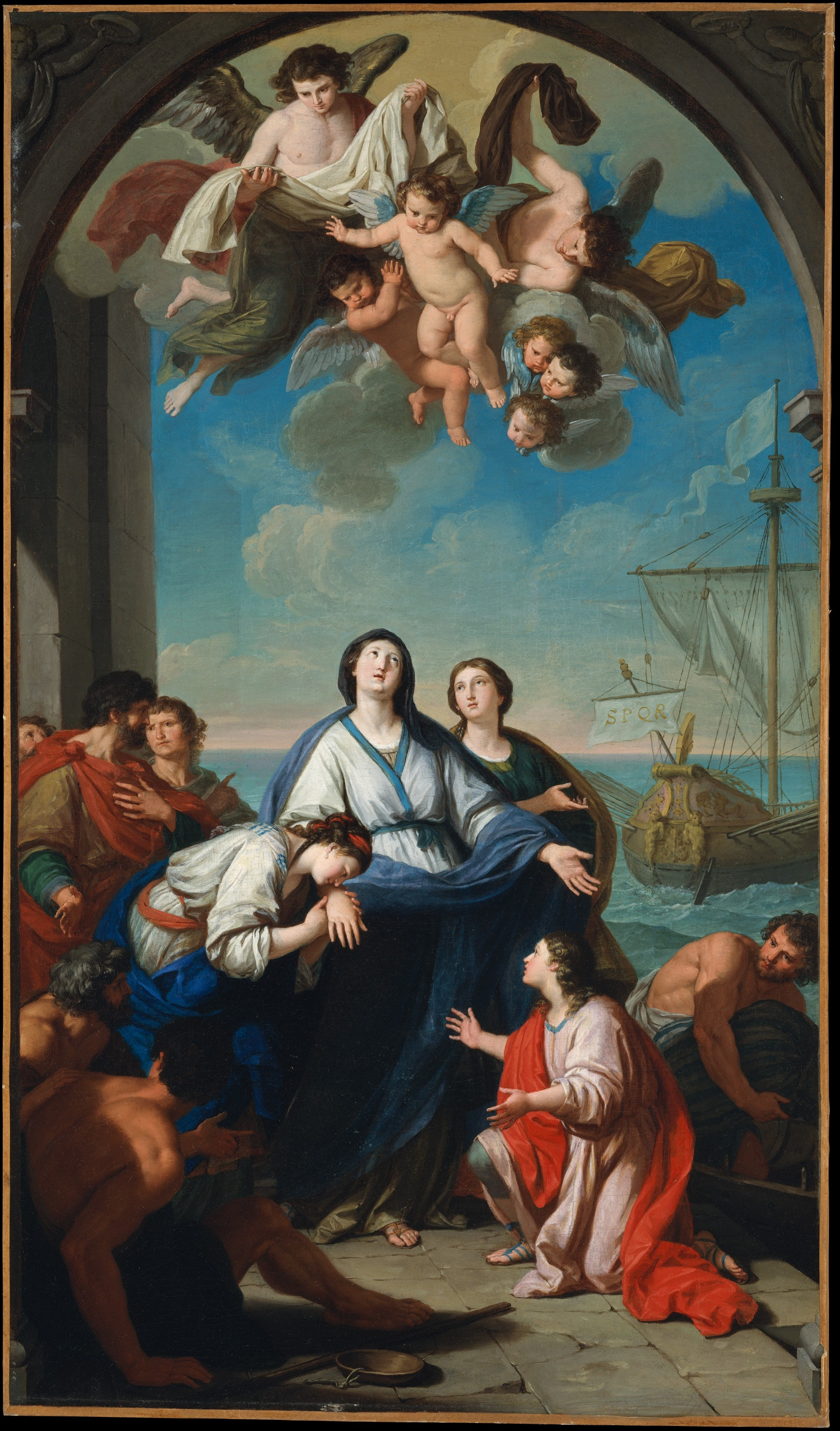
عزیمت سنت پائولا و اِئوستوکیو به سرزمین مقدس
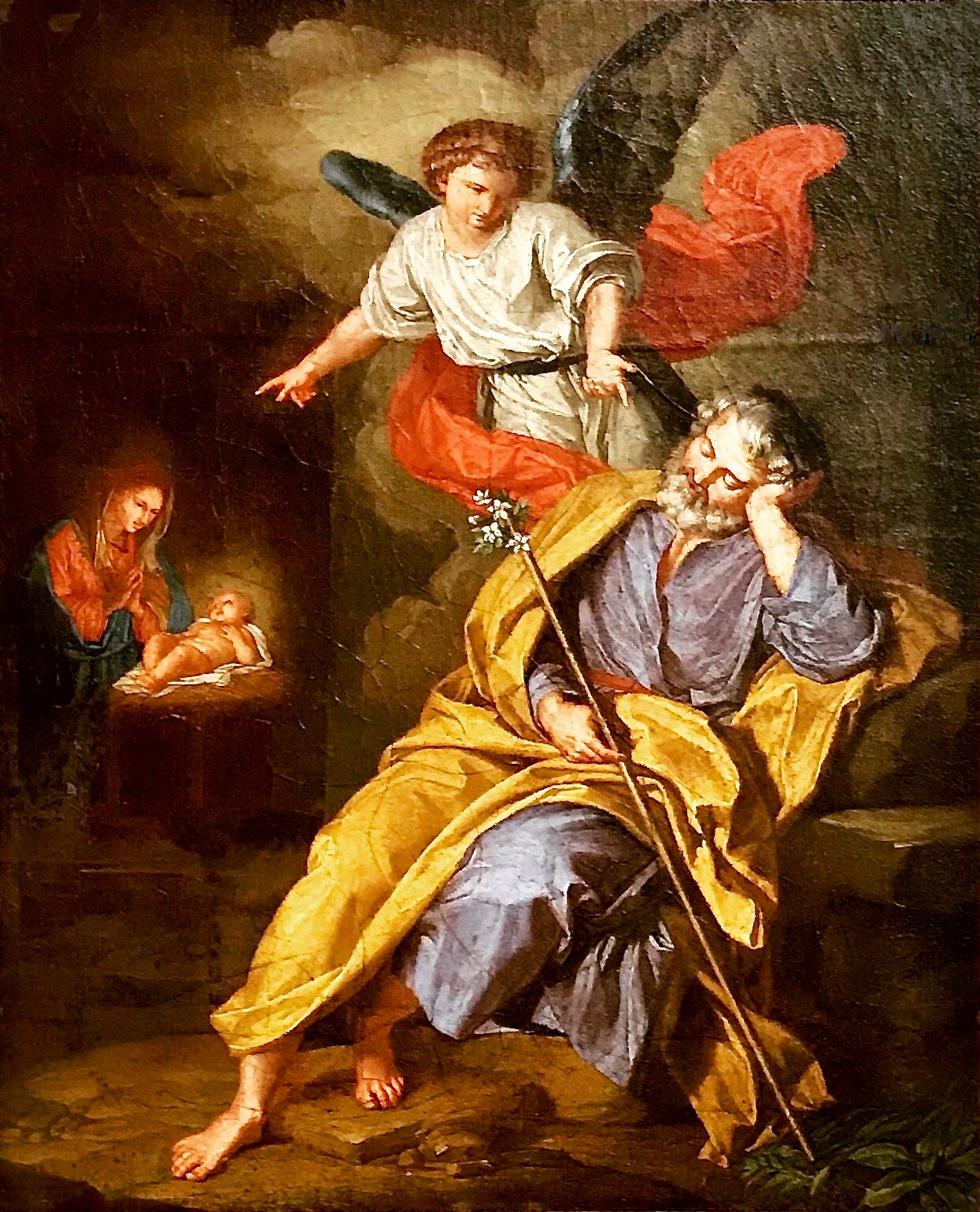
رویای سنت جوزف
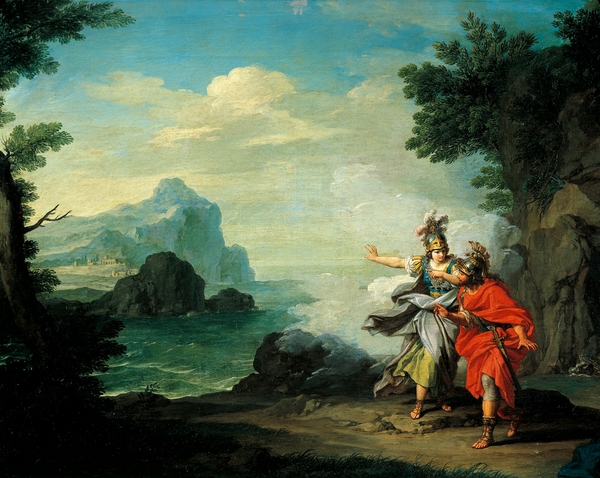
آتنا، ایتاکا را به اودیسئوس نشان می‌دهد، ۱۷۷۵ میلادی